# Czarysz
Czarysz (ros. Чарыш) – rzeka w azjatyckiej części Rosji, lewy dopływ Obu. Przepływa po terytorium Kraju Ałtajskiego i Republiki Ałtaju.
Długość 547 km, powierzchnia dorzecza 22,2 tys. km². Brzegi rzeki porośnięte lasem mieszanym: głównie brzoza i sosna, rzadziej jodła syberyjska i świerk.
Główne dopływy: Kumir, Korgon, Sientielek, Inia, Biełaja, Łoktiewka, Maralicha.